# Petar Nenadić
Petar Nenadić (en serbe : Петар Ненадић), né le 28 juin 1986 à Belgrade est un joueur de handball serbe. Il est le fils de Velibor Nenadić, ancien handballeur yougoslave qui est notamment passé par le Stade Marseillais UC à la fin des années 1980, et le frère de Draško, handballeur serbe. Il joue au poste de demi-centre. Avec l'équipe nationale de Serbie, il est vice-champion d'Europe en 2012.

## Biographie
En janvier 2018, il quitte le club allemand du Füchse Berlin pour rejoindre le club hongrois du Veszprém KSE. En février 2023, il est suspendu par son club pour des raisons disciplinaires puis son contrat est résilié à effet immédiat. Il quitte ainsi Veszprém après 208 matchs 803 buts et un palmarès agrémenté d'un Championnat de Hongrie, de trois Coupes de Hongrie et d'un finaliste de la Ligue des champions (C1) en 2019.
Le 1er mars 2023, il signe comme joker dans le club français du Paris Saint-Germain qui doit faire face à l'absence de Nikola Karabatic.

## Palmarès

### En sélection
- Championnat d'Europe
  -  Médaille d'argent Championnat d'Europe 2012,  Serbie

### En club
compétitions internationales
- Vainqueur de la Coupe de l'EHF (C3) en 2015
- Vainqueur de la Coupe du monde des clubs en 2015 et 2016
- Finaliste de la Ligue des champions (C1) en 2019

compétitions nationales
- Vainqueur du Championnat de Serbie en 2006 et 2007
- Vainqueur du Championnat de Hongrie (1) : 2019
- Vainqueur de la Coupe de Hongrie (3) : 2018, 2021, 2022 (en)
- Vainqueur du Championnat de France masculin de handball (1) : 2023

### Distinctions individuelles
- Meilleur buteur du championnat d'Allemagne en 2016